# Tribunale cinese

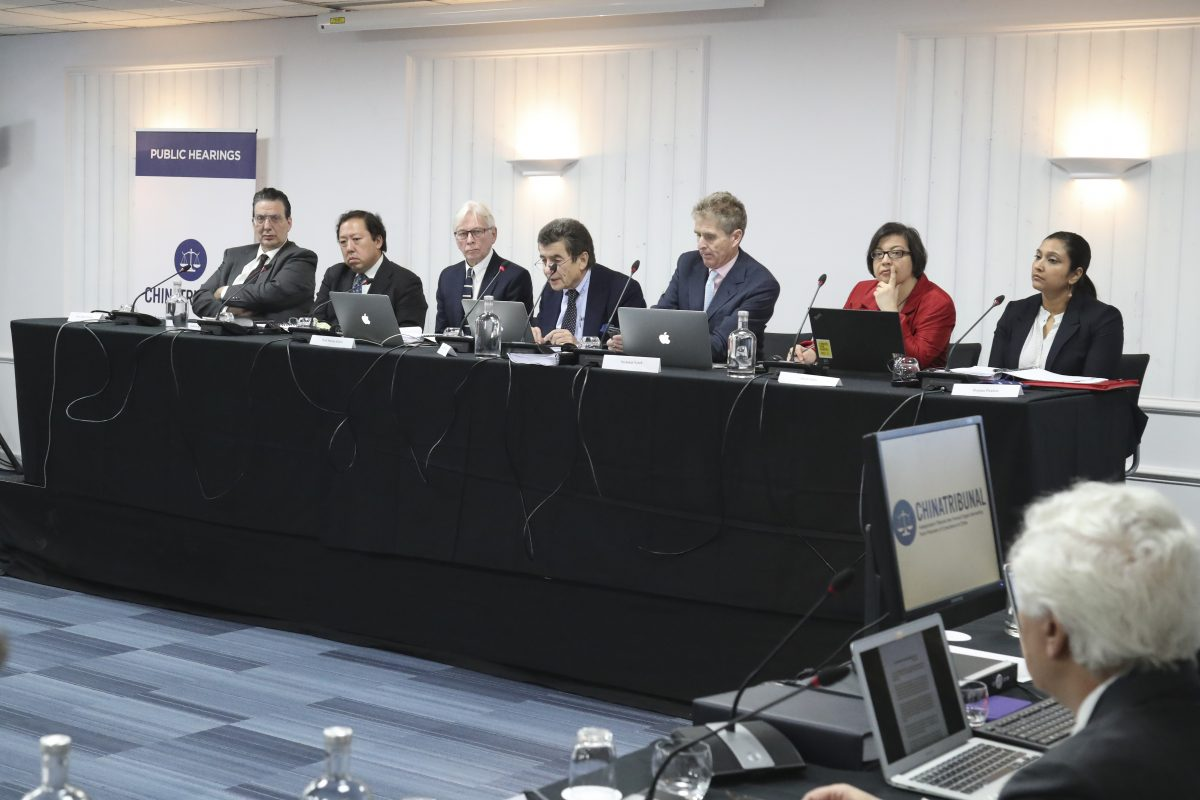
I membri del Tribunale cinese, durante una sessione dei lavori nel 2019.

Il Tribunale cinese è stato un tribunale non governativo che indagava sul prelievo forzato di organi in Cina. La sua sede era a Londra, e Il presidente del Tribunale era Sir Geoffrey Nice KC, in passato procuratore capo al processo di Slobodan Milošević presso il Tribunale penale internazionale per l'ex Jugoslavia. Gli altri membri del tribunale erano il professore di chirurgia cardiotoracica pediatrica presso l'University College di Londra Martin Elliott, l'avvocato malese Andrew Khoo, l'avvocato iraniano Shadi Sadr, l'avvocato statunitense Ragina Paulose, il businnessman Nick Vetch e lo storico Arthur Waldron.
Tutti i membri del Tribunale hanno prestato servizio gratuitamente, a titolo gratuito (pro bono).
La sentenza afferma, su questo punto, che: "Tutti i membri del Tribunale, l'avvocato del Tribunale, gli avvocati volontari e l'editore di questa sentenza hanno lavorato interamente pro bono publico (per il bene pubblico), il che per coloro che non hanno familiarità con il termine o la pratica significa completamente senza alcun ritorno finanziario di alcun tipo".
Il Tribunale è stato avviato dalla "Coalizione Internazionale per porre fine all’abuso dei trapianti in Cina" (ETAC).
Stando al sito web del tribunale :"La Cina è accusata di prelievo forzato di organi dal 2000, inizialmente di aver prelevato con la forza gli organi dei condannati a morte. In seguito, la Cina ha sostenuto che i prigionieri del braccio della morte acconsentivano a donare i loro organi allo Stato per redimersi dai crimini commessi contro lo Stato, una pratica dichiarata interrotta nel gennaio 2015.
Tuttavia, l'esplosione delle attività di trapianto di organi in Cina a partire dagli anni 2000, insieme alle segnalazioni di migliaia di "turisti del trapianto" che si recano in Cina per acquistare organi, suggerisce una fornitura di organi maggiore di quella che potrebbe essere ottenuta dai soli criminali giustiziati. Le dimensioni dell'industria cinese dei trapianti, insieme ad altre prove, indicano la possibilità che la Cina sia coinvolta nel prelievo forzato di organi a scopo di lucro dai prigionieri di coscienza."

## Rapporti con altri gruppi e organizzazioni
Il Tribunale cinese è stato avviato dall'ente di beneficenza ETAC, di cui "una minoranza dei membri del comitato sono praticanti del Falun Gong".
Il Tribunale ha affermato di essere indipendente dall'ETAC, "nessuno dei membri del Tribunale, l'avvocato del Tribunale, l'editore o gli avvocati volontari che lavorano con l'avvocato del Tribunale è un praticante del Falun Gong o ha un interesse speciale nel Falun Gong."

## Eventi e storia recente
Nel 2016, l’ETAC chiese a Geoffrey Nice di scrivere un suo parere sulle questioni che il tribunale avrebbe poi preso in considerazione; Nice suggerì che un organismo composto da più persone sarebbe stato più in grado di considerare i fatti e la legge, e che sarebbe stato oggettivamente più equilibrato, il che alla fine portò l’ETAC a formare il Tribunale cinese.
Il Tribunale cinese ha tenuto 5 giorni di udienze pubbliche nel dicembre 2018 e nell’aprile 2019, durante le quali hanno testimoniato oltre 50 testimoni, esperti di diversi campi e investigatori.
Il 17 giugno 2019, il Tribunale cinese ha pronunciato la sua "sentenza definitiva" sul prelievo di organi in Cina, concludendo che il Partito comunista cinese era, senza alcun ragionevole dubbio, colpevole di aver commesso crimini contro l'umanità ai danni delle popolazioni musulmane uigure (Xinjiang) e del Falun Gong in Cina, e che l'asportazione di cuori e altri organi da vittime viventi costituiva una delle peggiori atrocità perpetrate in massa di questo secolo.
La sentenza del Tribunale cinese ha affermato: "Nella pratica a lungo termine nella RPC di espianto forzato di organi, erano effettivamente i praticanti del Falun Gong ad essere utilizzati come fonte - probabilmente la fonte principale - di organi per l'espianto forzato di organi". Aggiungendo che non vi erano prove che la pratica fosse stata interrotta e che il Tribunale era convinto che essa stesse continuando ancora.
La sentenza definitiva è stata pubblicata il 1° marzo 2020.